# Qimonda

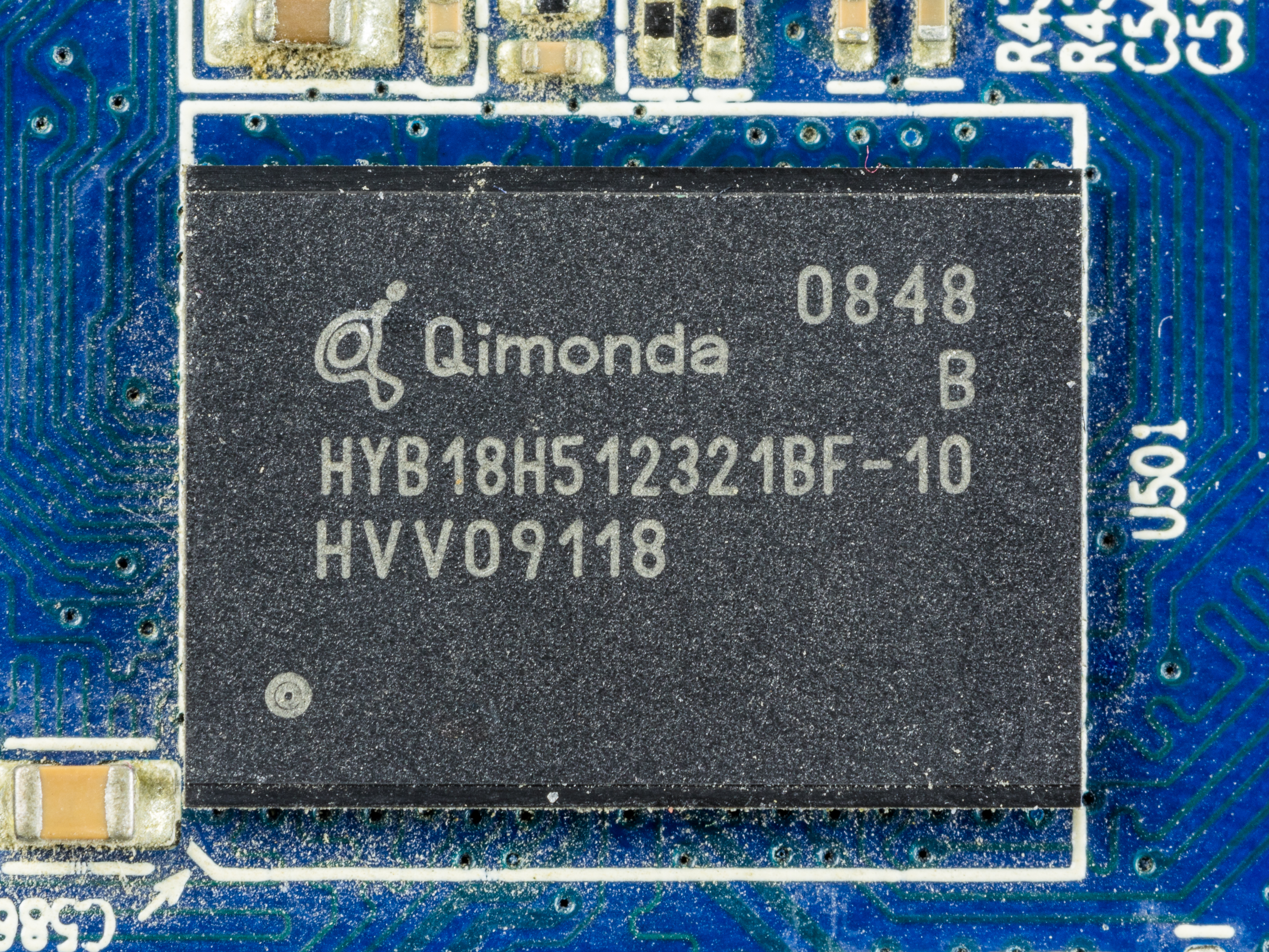
Qimonda 512 Mbit GDDR3

Qimonda AG — колишня німецька компанія, в минулому одна з провідних виробників динамічної пам'яті (DRAM).
Заснована як підрозділ Infineon Technologies, яка, в свою чергу, є дочірньою компанією Siemens. 1 травня 2006 була виділена в незалежну компанію. 9 серпня 2006 компанія здійснила первинне публічне розміщення своїх акцій на Нью-Йоркській Фондовій біржі. На піку свого розвитку в 2007 Qimonda складалась з 13500 осіб персоналу, чотирьох фабрик з виробництва напівпровідників і шести дослідних центрів (включаючи основний в Дрездені (Німеччина)). Обіг компанії в 2007 фінансовому році становив 3,81 мільярда €.
У 2008 падіння цін на динамічну пам'ять внаслідок перенасичення ринку призвело до значних фінансових втрат компанії та зниження її курсу акцій. У жовтні 2008 почалася реструктуризація основних активів, під час якої за приблизно 400 млн дол. США була продана 35,5 % частка в Inotera, спільному підприємстві з виробництва напівпровідників з Nanya Technology. Покупцем виступив один з давніх конкурентів, Micron Technology. Також була закрита 200 мм напівпровідникова фабрика компанії в Річмонді та деякі інші об'єкти. Виробництво мікросхем оперативної пам'яті з власної 75 нм deep trench технології стало економічно невигідним, тому компанія сфокусувалася на виробництві мікросхем графічної пам'яті в Дрездені (GDDR3, GDDR5 і XDR DRAM), а також прискорила розробку передової 46 мм buried wordline технології.
У грудні 2008 багато співробітників Qimonda були відправлені в неоплачувану відпустку. Компанії не вдалося домогтися отримання такого необхідного пакета економічної допомоги, тому 23 січня 2009 керівництво було змушене звернутися до суду Мюнхена із заявою про банкрутство. 20 лютого 2009 з аналогічною заявою до суду з банкрутств в Делавері звернулося керівництво Qimonda North America, американської дочірньої компанії Qimonda AG. У березні була остаточно закрита 300 мм виробництво в Річмонді, 4000 співробітників Qimonda North America були звільнені з порушенням американського трудового законодавства. 2 квітня 2009 виробничі активи обох Річмондських фабрик, 200 і 300 мм, були виставлені на продаж. Обіг компанії в 2008 фінансовому році становив 1,79 млрд. €, що на 53 % нижче торішнього показника.
Qimonda володіла цінним портфелем інтелектуальної власності, що включає близько 20 тисяч патентів. Тайванська Winbond Electronics ліцензувала deep trench і buried wordline технології у Qimonda, а згодом домоглася дуже хороших економічних показників при виробництві та реалізації мікросхем динамічної пам'яті з використанням цих технологій.